# 6007-es busz
A 6007-es jelzésű autóbusz helyközi autóbuszjárat volt Siófok és Balatonszabadi között. 
Iskolai előadási napokon egy járatpár szállította az utasokat. Menetideje 20-21 perc, útvonalának hossza 9,6 km volt.
A 2023. december 10-ei menetrendváltással a Volánbusz Zrt. megszüntette az autóbuszvonalat, a járatok átkerültek a 6008-as busz menetrendi mezőjébe.

## Megállóhelyei
| 0  | Siófok, autóbusz-állomás végállomás | 13 | 1, 2, 2A, 3, 4, 5, 6, 7, 8, 14A, 18 1172, 1174, 1177, 1499, 1506, 1563, 1564, 1592, 1593, 1740, 1742, 1804, 1842 5439, 5578, 5608, 5626, 5906, 5916, 5917, 6008, 6010, 6011, 6015, 6016, 6018, 6030, 6035, 6038, 6040, 6041, 6042, 6043, 6051, 6053, 6101, 6374, 7324, 7325, 8228, 8274, 8325, 8326 személyvonat, sebesvonat, Déli<-parti sebesvonat, InterRégió, Balaton InterCity, Tópart InterCity, Agram-Tópart nemzetközi InterCity |
| 1  | Siófok, Dózsa György utca           | 12 | 3, 14A 1593 5906, 5916, 5917, 6008, 6010, 6015, 6016, 6018, 6030, 6035, 6038, 6040, 6041, 6042, 6043, 6051, 6053, 6101, 7324, 7325, 8325, 8326 |
| 2  | Siófok, Sziget utca                 | 11 | 6008, 6051, 6053, 8325, 8326 |
| 3  | Siófok, kereszt                     | 10 | 3 6008, 6051, 6053 |
| 4  | Siófok, Kőolaj                      | 9  | 3 6008, 6051, 6053 |
| 5  | Siófok, Volán-telep                 | 8  | 3 6008, 6051, 6053 |
| 6  | Siófok, Somlay Artúr utca           | 7  | 3 6008, 6051, 6053 |
| 7  | Balatonszabadi, Kinizsi Pál utca    | 6  | 6008, 6051, 6053 |
| 8  | Balatonszabadi, Kakasdomb           | 5  | 6008, 6051, 6053 |
| 9  | Balatonszabadi, temető              | 4  | 6008, 6051, 6053 |
| 10 | Balatonszabadi, községháza          | 3  | 6008, 6051, 6053 |
| 11 | Balatonszabadi, Sió utca            | 2  | 6008, 6051, 6053 |
| 12 | Balatonszabadi, harangláb           | 1  | 6008, 6051, 6053 |
| 13 | Balatonszabadi, alsó végállomás     | 0  | 6008, 6051, 6053 |